# Koen van de Laak
Koen van de Laak, né le 3 septembre 1982 à Vught, est un joueur de football néerlandais.

## Palmarès
FC Den Bosch
- Eerste divisie
  - Champion (2) : 2001, 2004